# Dorfkirche Tramm

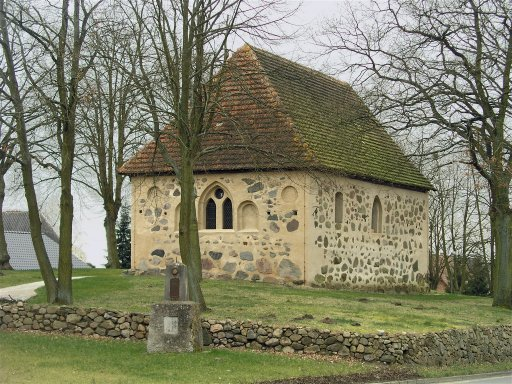
Die Dorfkirche von Tramm (Ostseite)

Die Dorfkirche von Tramm (Mecklenburg-Vorpommern) ist ein spätgotischer Sakralbau. Er wurde im 15. Jahrhundert auf einem Hügel in der Mitte des Dorfes errichtet. Heute ist sie eine der Kirchen der Evangelisch-Lutherischen Kirchengemeinde Zapel in der Propstei Wismar im Kirchenkreis Mecklenburg der Evangelisch-Lutherischen Kirche in Norddeutschland.
Die Kirche ist ein flachgedeckter Saalbau ohne Turm. Gemauert wurde er aus einem für Zeit und Gegend typischen Gemisch aus Feldsteinen und Backsteinen. Im Innenraum ist der Altar mit Schnitzfiguren aus der Zeit um 1500 geschmückt. Das Gestühl zeigt ebenfalls Schnitzereien, datiert auf 1584 und 1688.
An der Westseite ist ein hölzerner Glockenstuhl angebaut.